# Ante Brkić
Ante Brkić (31 de març de 1988), és un jugador d'escacs croat, que té el títol de Gran Mestre des de 2007.
A la llista d'Elo de la FIDE del febrer de 2022, hi tenia un Elo de 2607 punts, cosa que en feia el jugador número 3 (en actiu) de Croàcia, i el 201è millor jugador al rànquing mundial. El seu màxim Elo va ser de 2621 punts, a la llista del setembre de 2021.

## Resultats destacats en competició
El novembre de 2000 fou 2n-3r (tercer en el desempat) al Campionat del món Sub12 a Orpesa (el campió fou Deep Sengupta).
El 2008 va guanyar l'Obert de Pula i el 2010 fou segon a l'Obert de Zagreb darrere de Mikhaïl Ulibin. Fou dos anys seguits (2010 i 2011) campió de Croàcia.
El març de 2015 fou 5-26è (22è en el desempat) al campionat d'Europa individual, a Jerusalem, amb 7½ punts d'11 partides (el campió fou el rus Ievgueni Naier). Aquest resultat el va classificar per la Copa del Món de 2015 on fou eliminat a la primera ronda per Laurent Fressinet.

### Participació en olimpíades d'escacs
Brkić ha participat, representant Croàcia, en tres Olimpíades d'escacs entre els anys 2004 i 2012, amb un resultat de (+7 =2 –6), per un 53,3% de la puntuació. El seu millor resultat el va fer a l'Olimpíada del 2006 en puntuar 3½ de 5 (+3 =1 -1), amb el 70,0% de la puntuació, amb una performance de 2531.